# 第4独立自動車化歩兵大隊 (ウクライナ陸軍)
第4独立自動車化歩兵大隊（だい4どくりつじどうしゃかほへいだいたい、ウクライナ語: 4-й окремий мотопіхотний батальйон）は、ウクライナ陸軍の大隊のひとつ。第128独立山岳強襲旅団隷下。

## 概要

### ドンバス戦争

#### ウクライナ領土防衛大隊
2014年5月30日、ドンバス戦争の影響に伴い、義勇軍ウクライナ領土防衛大隊の第4ザカルパッチャ領土防衛大隊として、ザカルパッチャ州の行政支援を受け、ウージュホロドで創設された。
2014年9月から、ドンバス戦争に投入され、東部ルハーンシク州の検問所に配備された。

#### ウクライナ陸軍
2014年11月、ウクライナ陸軍に編入し、ザカルパッチャ州駐屯の第128独立親衛山岳歩兵旅団隷下に配属され、第4独立自動車化歩兵大隊に改編した。
2015年2月上旬、援軍として東部ドネツィク州デバルツェボに配備されたが、2月中旬にデバルツェボは陥落した。
2018年、独立部隊から旅団の第3大隊に改編された。

## 編制
- 大隊本部（ウージュホロド）
- 第1中隊
- 第2中隊
- 第3中隊
- 迫撃砲中隊
- 対空砲小隊
- 偵察小隊
- 工兵小隊
- 後方支援隊